# Циатий

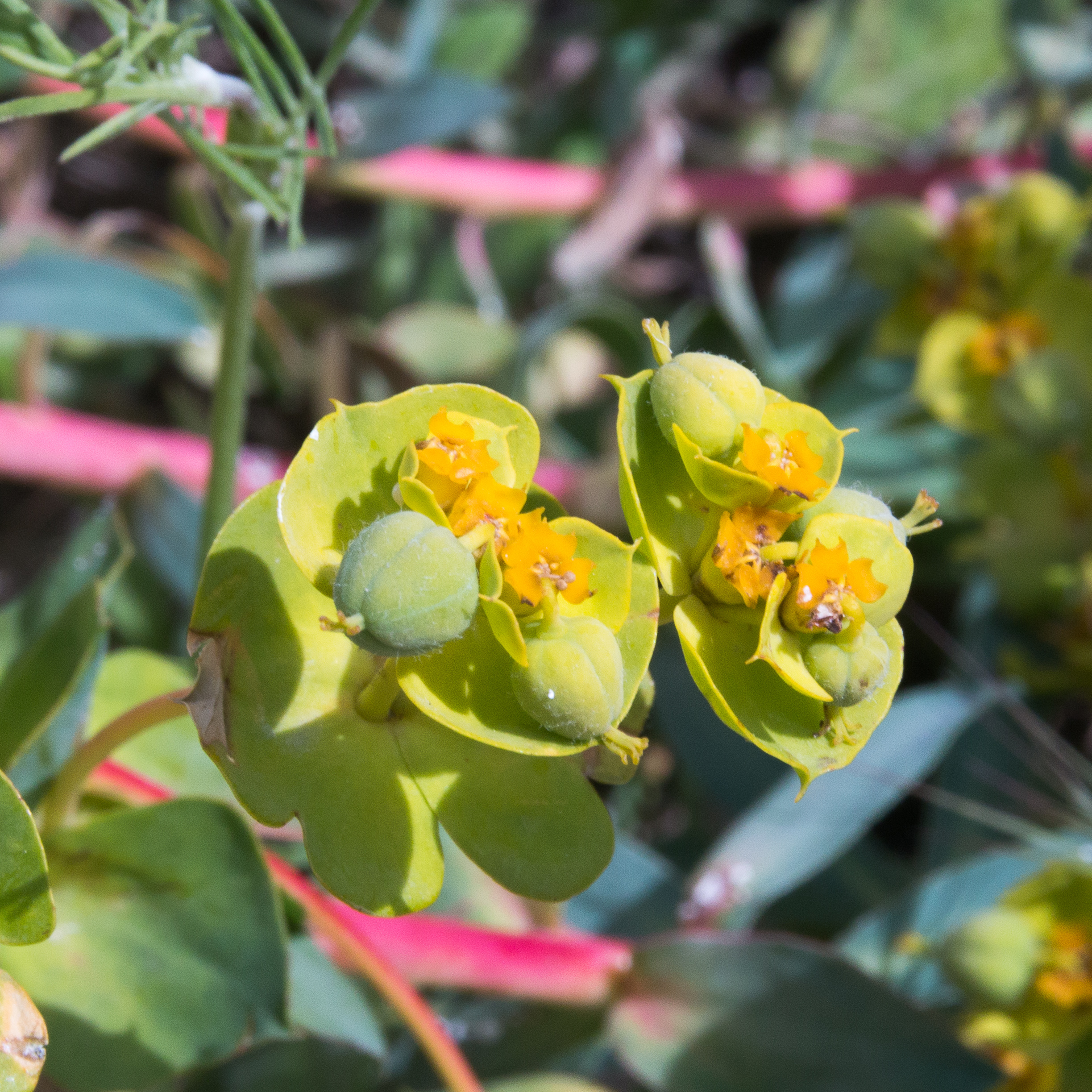
Циатии молочая Сегье

Циа́тий (лат. cyathium) — особый тип цимозного соцветия, распространённый у растений рода Молочай (Euphorbia), пример псевданция.
Циатий составляют единственный пестичный цветок, представляющий собой редуцированное пестичное соцветие, и окружающие его пять тычинок — редуцированных тычиночных соцветий. Такое соцветие окружено листьями обёртки, представляющими собой кроющие листья редуцированных однополых соцветий.
У многих видов листочки обёртки ярко окрашены, что создаёт впечатление околоцветника вокруг единого цветка.
Циатии могут быть собраны в сложные соцветия: в щитковидный тирс (например, у молочая кипарисового), в кистевидный тирс (молочай болотный), в дихазий (молочай дыневидный, молочай Миля), монохазий (Euphorbia triaculeata), иногда располагаться одиночно на цветоносе (молочай шаровидный).